# Marge chirurgicale

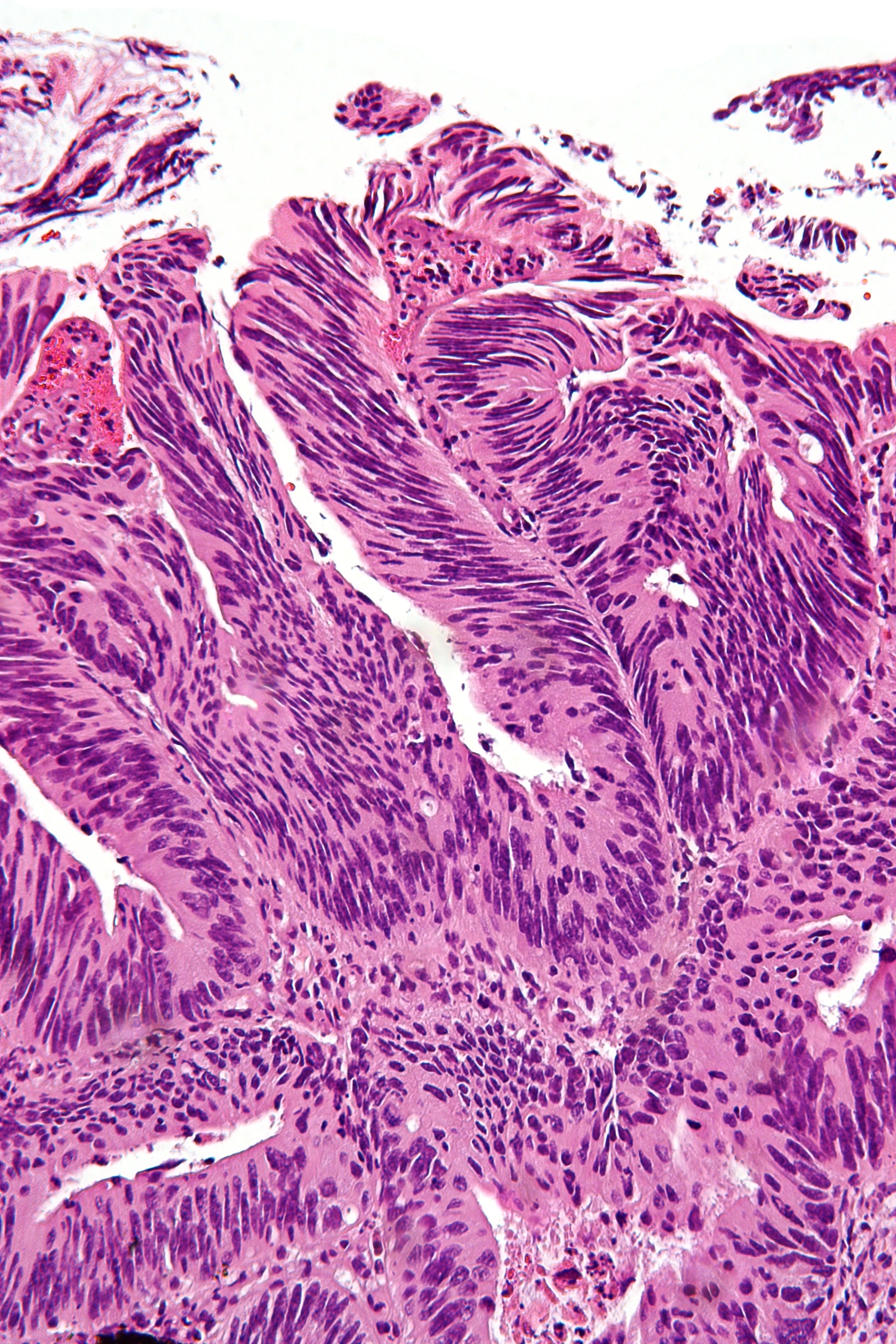
Microphotographie d'une marge chirurgicale cautérisée positive d'un adénocarcinome colique (en haut). Coloration HE.

La marge chirurgicale désigne la présence de tissu cancéreux au contact des limites encrées de la partie enlevée lors de la résection. L'analyse des marges chirurgicales contribue à établir un pronostic fiable pour l'évolution future du cancer et le risque de récidive. Le statut des marges chirurgicales dépend notamment du stade d'évolution du cancer,.

## Marge chirurgicale positive
Une marge chirurgicale positive signifie que le chirurgien a coupé au travers de la tumeur. Une partie de la tumeur est donc toujours présente chez les patients qui présentent alors un risque de récidive élevé.

## Marge chirurgicale négative
Une marge chirurgicale négative signifie que la tumeur a été correctement retirée et que du tissu sain est présent tout autour de la tumeur. Le chirurgien a donc coupé à distance du cancer. Ce type de marge n'est possible que si la tumeur ne s'est pas étendue.
On parle de marge R0 si la section chirurgicale passe à distance de la tumeur en laissant une marge plus ou moins épaisse de tissu sain.

## Pronostic
Une marge chirurgicale positive est associée à un risque de récidive du cancer. Cependant, il peut persister des cellules tumorales également dans le cas d'un marge négative et donc un risque de récidive. La longueur de la marge chirurgicale, c'est-à-dire de l’affleurement de tissu cancéreux, est corrélée au risque de récidive : plus elle est petite et plus le risque est faible.